# Adam Kensy
Adam Kensy (ur. 18 listopada 1956 w Białośliwiu) – polski piłkarz występujący na pozycji pomocnika, reprezentant Polski, trener piłkarski.

## Kariera klubowa
Wychowanek klubu Czarni Nakło. Następnie występował w Zachemie Bydgoszcz. W styczniu 1975 roku przeszedł do Pogoni Szczecin.
9 marca 1975 zadebiutował w I lidze w meczu z Legią w Warszawie. Reprezentował Pogoń Szczecin do końca 1986 roku z przerwą w sezonach 1979/80 i 1980/81 na odbycie zasadniczej służby wojskowej – grał wówczas w Zawiszy Bydgoszcz.
W Zawiszy wystąpił łącznie w 334 meczach, zdobywając 35 bramek w meczach o mistrzostwo I ligi. Ponadto pełnił funkcję kapitana drużyny ze Szczecina. W 1983 roku w plebiscycie „Kuriera Szczecińskiego” został wybrany najpopularniejszym sportowcem ziemi szczecińskiej.
W 1986 roku Kensy przeniósł się do Austrii, by do października 1989 roku występować w zespole LASK Linz.
Na futbolowe boisko w roli zawodnika (podobnie, jak uczynili to wcześniej inni popularni niegdyś zawodnicy Pogoni Zenon Kasztelan, Mariusz Kuras, Zbigniew Kozłowski i Andrzej Rycak) powrócił na jeden występ w meczu w barwach Pogoni Szczecin Nowej – klubu założonego przez kibiców szczecińskiej Pogoni. B-klasowe spotkanie rozegrane zostało w Szczecinie 17 czerwca 2007, a przeciwnikiem szczecińskiej drużyny był Bałtyk Międzywodzie.

## Kariera reprezentacyjna
Adam Kensy bywał powoływany do narodowej kadry juniorów, kadry olimpijskiej, a także trzykrotnie wystąpił w reprezentacji seniorskiej w 1983 roku za kadencji Antoniego Piechniczka.
| Lp. | Data                 | Miejsce | Przeciwnik | Rezultat | Rozgrywki            | Grał   |
| --- | -------------------- | ------- | ---------- | -------- | -------------------- | ------ |
| 1.  | 22 maja 1983         | Chorzów | ZSRR       | 1:1      | Eliminacje Euro 1984 | 90'    |
| 2.  | 9 października 1983  | Moskwa  | ZSRR       | 0:2      | Eliminacje Euro 1984 | 90'    |
| 3.  | 28 października 1983 | Wrocław | Portugalia | 0:1      | Eliminacje Euro 1984 | do 66' |